# Katharina Tomaselli
Katharina Tomaselli (* 27. Februar 1811 in Wien; † 6. Juni 1857 in Brünn) war eine österreichische Opernsängerin (Sopran). 

## Leben
Tomaselli war die Tochter des Sängers Giuseppe Tomaselli; die Schauspieler Franz und Ignaz Tomaselli waren ihre Brüder. Gleich ihren Brüdern erfuhr sie ihren ersten künstlerischen Unterricht durch ihren Vater. Mit dessen Hilfe konnte sie bereits 1828 in der Rolle der „Myrrha“ am Theater in der Josefstadt erfolgreich debütieren. 
1830 holte man Tomaselli ans Hoftheater nach Hannover, später wechselte sie ans Stadttheater nach Salzburg. Nach fünf Jahren engagierte man sie nach Brünn. Dort gab sie dann auf dem Höhepunkt ihres Schaffens 1853 ihre Abschiedsvorstellung. Die folgenden drei Jahre nützte sie zu künstlerisch wie auch finanziell erfolgreichen Gastauftritten und kleineren Tourneen. 1856 nahm sie dann endgültig Abschied von der Bühne und zog sich ins Privatleben zurück. 
Mit 46 Jahren starb Katharina Tomaselli am 6. Juni 1857 in Brünn und fand dort auch ihre letzte Ruhestätte. 
Katharina Tomaselli war zweimal verheiratet: in erster Ehe mit dem Schauspieler Wilhelm Thiel und ab 1842 mit Christian Gallmeyer. Aus einer Affäre mit dem Schauspieler Michael Greiner hatte sie eine Tochter, die spätere Schauspielerin Josefine Gallmeyer.

## Rollen (Auswahl)
- Myrrha – Das unterbrochene Opferfest (Peter von Winter)
- Camilla – Zampa (Louis Hérold)